# Język dusun deyah
Język dusun deyah (deah, dejah) – język austronezyjski używany w prowincji Borneo Południowe w Indonezji (kabupaten Tabalong, kecamatany Haruai i Muara Uya).
Według danych z 1981 roku posługuje się nim 20 tys. osób. Doniesienia z 2006 r. sugerują, że ma ok. 10 tys. użytkowników.
Jego użytkownicy zamieszkują wsie Kinarum, Kaong, Pangelak i Bilas (kecamatan Haruai) oraz wieś Mangkopom (kecamatan Muara Uya). Nie odnotowano różnic dialektalnych. Sama nazwa „deyah” to forma przeczenia „nie”.
Powszechna jest wielojęzyczność (indonezyjski, banjar, ma’anyan, pasir). W użyciu jest też język bakumpai.
Do lat 80. XX w. pozostawał bliżej nieopisany. Pewne dane nt. dusun deyah zebrano pod auspicjami Pusat Pembinaan dan Pengembangan Bahasa (Struktur bahasa Dusun Deyah, 1983). Wcześniejsze materiały ograniczały się do ogólnych spostrzeżeń i danych leksykalnych.
Jest zapisywany alfabetem łacińskim. Nie rozwinął rodzimego piśmiennictwa. Tradycyjna twórczość literacka ma charakter ustny.